# Municipio de San Pedro Mártir Quiechapa
El municipio de San Pedro Mártir Quiechapa es uno de los 570 municipios del estado mexicano de Oaxaca. Su cabecera es la localidad de San Pedro Mártir Quiechapa.

## Geografía
El municipio de San Pedro Mártir Quiechapa colinda al norte con el municipio de Santa María Zoquitlán; al oeste con los municipios de San José Lachiguiri y Santa Catalina Quieri; y al sur y este con el municipio de San Carlos Yautepec.

## Gobierno
El municipio de San Pedro Mártir Quiechapa se rige mediante el sistema de usos y costumbres.
| Presidente municipal       | Periodo   |
| -------------------------- | --------- |
| Donaciano Martínez Ruíz    | 1996-1998 |
| Cristino Osorio Montes     | 1999-2001 |
| Ángel Barriga Ramírez      | 2002-2004 |
| Bartolo Mateos             | 2005-2007 |
| Benito Juárez Robles       | 2008-2010 |
| Juan Ruíz Santiago         | 2011-2013 |
| Fernando Barriga Hernández | 2013-2016 |
| Luis Juárez Pérez          | 2017-2019 |
| David Mateos Barriga       | 2020-2022 |
| Luis Juárez Pérez          | 2023-2025 |